# François Charles Michel Leturcq
 (octobre 2018).
Si vous disposez d'ouvrages ou d'articles de référence ou si vous connaissez des sites web de qualité traitant du thème abordé ici, merci de compléter l'article en donnant les références utiles à sa vérifiabilité et en les liant à la section « Notes et références ».
Francois Charles Michel Leturcq, né le 10 février 1769 à Boynes-en-Gâtinais, dont le nom apparaît sur la 28e colonne de l'Arc de Triomphe (avec l'orthographe Leturc), est un adjudant-général, qui se distingue lors de la campagne d'Égypte. Il est tué à la bataille d’Aboukir le 25 juillet 1799.
Le nom de Leturcq est donné à un des forts d'Alexandrie.

## Campagne d'Égypte[3]
Leturcq se distingue le 11 août 1798 à la bataille de Salayeh. Bonaparte le félicite et lui signifie son avancement : adjudant-général chef de brigade (colonel d'état-major).
Le 22 octobre 1798, il prend le commandement de la place de Ramanieh et de la province de Bahiré. Chargé sous les ordres de Murat d'arrêter les responsables de la rébellion de Damanhour, il poursuit les rebelles dans plusieurs camps arabes qui sont incendiés.
Il est à la bataille du Mont-Thabor le 16 avril 1799. Il se signale, sous les ordres directs de Bonaparte, en surprenant le camp des mameluks à Ellegoun où il enlève 500 chameaux et fait 250 prisonniers. Au siège de Saint-Jean d'Acre, il se distingue en attaquant un camp arabe puis en ramenant, deux jours après, 800 bœufs. Avec l'adjudant-général Boyer, il procède à l'évacuation par terre et par mer des blessés du camp de Saint-Jean-d'Acre .
Leturcq est à la bataille terrestre d'Aboukir, le 25 juillet 1799. Jugeant qu'un renfort d'infanterie est nécessaire pour attaquer la deuxième ligne des Turcs, il le demande à Bonaparte. Ce dernier lui confie un bataillon de la 75e demi-brigade et c'est à la tête de ce bataillon que Letucq est tué en tentant d'entraîner une colonne de la 18e demi-brigade à se jeter sur les retranchements ennemis.
François Charles Michel aura son nom inscrit sur le pilier sud de l'Arc de Triomphe sous le nom de Leturc.

## Biographie
Il est le fils de François Louis Toussaint Leturcq et de Charlotte Julie Sophie née Mercier. Il a au moins deux frères Victor et Louis-Joseph.
Il a un fils André Leturc, 1er général de l'Empire. Ce dernier est emprisonné à Smolensk en Russie après la bataille de la Bérézina. En 1815 il parvient à s'échapper de Smolensk et se rend à pied jusqu'à Varsovie, de là il rentre en France à cheval.
André Leturc a deux enfants, Marie Leturc et Achille Leturc. D'Achille Leturc naît Paul André Leturc (1846-1924) il se marie avec Marie Caroline (née Damiron) le 18 mars 1883, ces derniers eurent trois enfants; André Marie (1895-1895), Marie-Antoinette Leturc (1903-2001) mariée à Guy de Saint Olive (1897-1981) le 17 mars 1924 et Jean Leturc (1890-1990) marié à Yvonne Antoinette (née Deschamps) le 30 mai 1919. Jean fut prêtre à l'église de la place de l'Alma à Paris.